# Biblioteca Națională a României

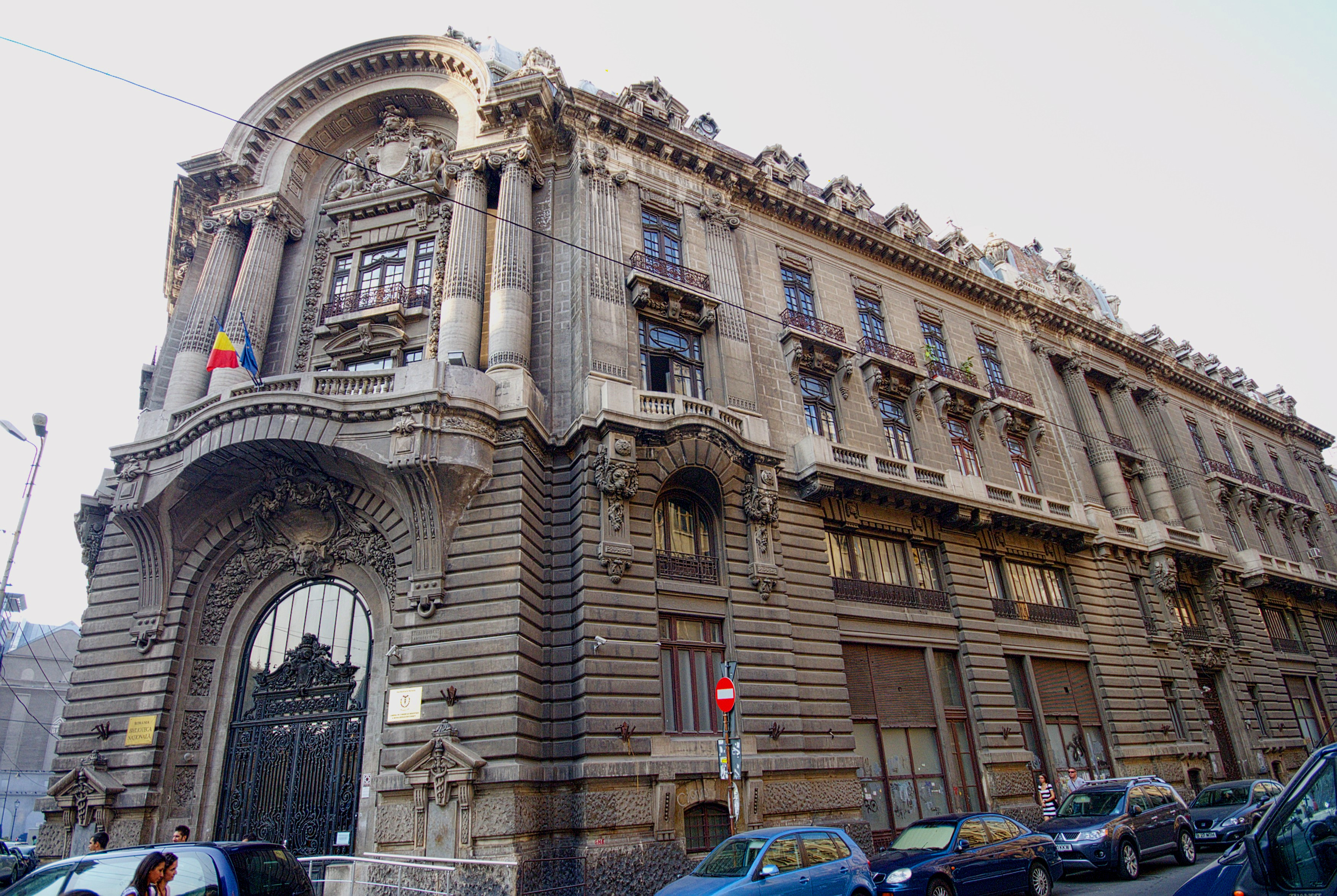
Fostul sediu al Bibliotecii până în 2012

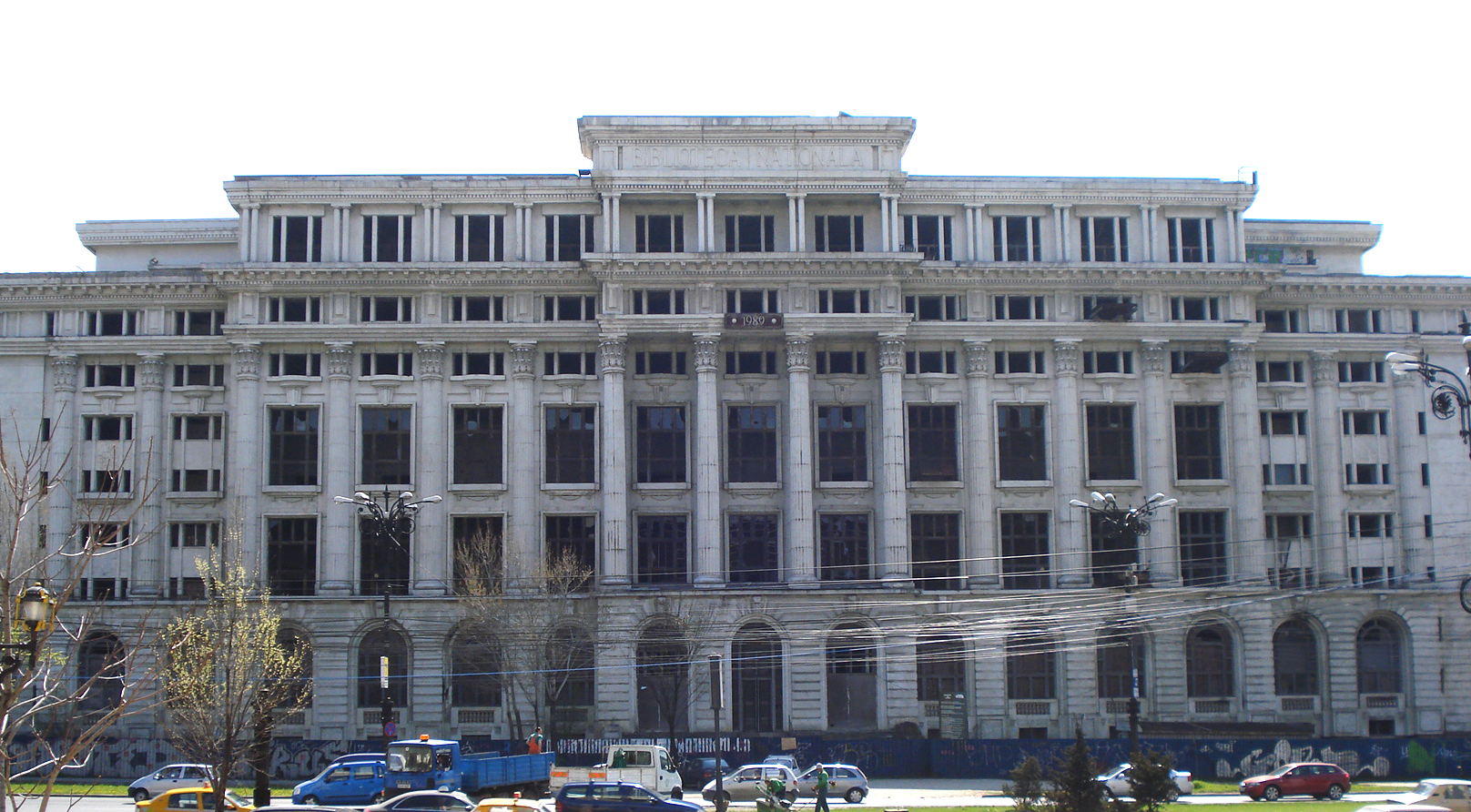
Sediul nou al bibliotecii, în starea în care se afla în 2007, înainte de reluarea lucrărilor de amenajare în 2009

Biblioteca Națională a României (BNaR, în trecut Biblioteca Centrală de Stat) este cea mai mare bibliotecă din România, aflată în București. De-a lungul timpului, biblioteca a purtat diferite denumiri, în funcție de regimul politic și de puterile care s-au succedat pe parcursul celor peste 100 de ani de existență. Fondul bibliotecii este de aproximativ 13.000.000 de unități bibliografice cu caracter enciclopedic. Ele sunt organizate în Fonduri curente (publicații românești și străine - cărți, ziare și reviste) și fondurile colecțiilor speciale (bibliofilie, manuscrise, arhiva istorică, periodice românești vechi, stampe, fotografii, cartografie, audio-vizual).

## Istoric
Conform istoricilor și cercetătorilor, Biblioteca Națională a României își are originea în Biblioteca Colegiului Sfântul Sava din București, una din cele mai vechi și reprezentative biblioteci din România. Biblioteca Colegiului Sf. Sava a fost dată în folosință în anul 1838, în acea perioadă fondul bibliotecii fiind de circa 1000 de volume. După Unirea din 1859, în același an, biblioteca primește statutul de bibliotecă națională. Biblioteca colegiului este denumită Biblioteca Națională și ulterior Biblioteca Centrală.
În anul 1864 prin legea Reglementărilor publice este numită Biblioteca Centrală a Statului, denumire și statut păstrate până în anul 1901.
După acest an, până în 1955, biblioteca a fost desființată, colecțiile sale fiind transferate la Biblioteca Academiei Române, aceasta primind statutul de bibliotecă națională. 
În anul 1955 a fost înființată Biblioteca Centrală de Stat ca principală bibliotecă publică a țării având atribuțiile specifice unei biblioteci naționale, conform standardelor UNESCO.  Biblioteca Centrală de Stat a preluat parte din fondurile vechii Biblioteci Centrale a Statului.
În 1962 Biblioteca Batthyaneum din Alba Iulia devine filială a Bibliotecii Centrale de Stat.
După evenimentele din decembrie 1989, mai exact în ianuarie 1990, Biblioteca Centrală de Stat primește numele de Biblioteca Națională a României, denumire păstrată până astăzi.
În anul 1990, Biblioteca Omnia din Craiova devine a doua filială a Bibliotecii Naționale a României.

## Vechiul sediu
Primul sediu al Bibliotecii Centrale de Stat a fost clădirea Palatului Bursei,  din centrul vechi al Bucureștiului, în apropiere de Piața Universității.
Totodată, Biblioteca Națională a României deține și alte sedii, precum Așezămintele Ionel I. C. Brătianu - aflate pe Str. Biserica Amzei 5-7 sector 1, București - monument istoric, unde este adăpostită o vastă bibliotecă.

## Noul sediu
Noul sediu al Bibliotecii Naționale, din Bulevardul Unirii nr. 22, din București, a fost proiectată, realizată dar nefinisată înainte de 1989 de către arhitectul Cezar Lăzărescu. Clădirea a avut o istorie agitată după Revoluție.
Pentru lungi perioade de timp nu s-au făcut nici un fel de investiții, astfel că părți din imobil s-au degradat și, în plus, locul a atras hoții de fier vechi și de materiale de construcție.

Biblioteca Națională în 2011, înainte de finalizare

În 2002, a izbucnit o mare  controversă în jurul construcției, după ce aceasta a fost transferată în administrarea Regiei Autonome - Administrația Patrimoniului Protocolului de Stat (RAAPPS) pentru a deveni sediu al Guvernului. Acest plan a fost abandonat până la urmă.
În 2006 Ministerul Culturii a decis transformarea clădirii în centru cultural și Bibliotecă Națională. Lucrările efective au început în primăvara anului 2009.
În mai 2010, deputatul PDL Silviu Prigoană a înaintat o propunere legislativă ce prevedea mutarea Parlamentului României în această clădire, dar inițiativa sa nu a fost adoptată.
În prezent clădirea a fost finalizată de compania Aedificia Carpați, care a câștigat licitația de finalizare a clădirii, pentru suma de 69 milioane lei fără TVA, costul final al investiției ridicându-se la 106 milioane de euro.
La 22 aprilie 2012, Patriarhul Daniel al Bisericii Ortodoxe Române a sfințit noul sediu al Bibliotecii Naționale a României, care a fost deschisă publicului din 23 aprilie 2012.
Biblioteca dispune 14 săli de lectură și de peste 12 milioane de cărți. În clădire funcționează și Centrul Național de Patologia și Restaurarea Documentelor.